# عبدالکبیر ودار
عبدالکبیر ودار (انگلیسی: Abdelkebir Ouaddar؛ زادهٔ ۱۵ ژوئیهٔ ۱۹۶۲) سوارکار اهل مراکش است. وی در بازی‌های المپیک تابستانی ۲۰۱۶ شرکت کرده‌است.